# 2018 en sociologie
| Années de la sociologie : 2015 - 2016 - 2017 - 2018 - 2019 - 2020 - 2021    |
| Décennies de la sociologie : 1980 - 1990 - 2000 - 2010 - 2020 - 2030 - 2040 |

L’année 2018 a connu, dans le domaine de la sociologie, les faits suivants. 

## Décès
- 27 septembre : James March, (1928-2018) un économiste, sociologue et universitaire américain.
- 13 novembre : Karl Johan Asplund (1937-2018) un sociologue suédois.